# Tony Touch
Joseph Anthony Hernandez, conocido mundialmente como Tony Touch (a veces castellanizado a Tony Toca), es un DJ de hip hop ,Rap , Música electrónica, Dancehall , Únder y reguetón puertorriqueño, BBoy y productor.

## Discografía
- 1996: Guatauba (along with Nico Canada)
- 1998: Rican-Struction (EP)
- 2000: The Piece Maker
- 2002: The Last of the Pro Ricans (mix CD)
- 2004: The Piece Maker 2
- 2005: The Reggaetony Album
- 2005: Mic Destruction (mix CD)
- 2007: Reggaetony 2 (Toca International)

DJ Ace & Tony Touch
- 2004 Don't Touch the Ace
- 2005 The ReggaeTony Album #7 Top Latin Albums, #166 US